# Feás (Boborás)
Feás (llamada oficialmente Santo Antón de Feás) es una parroquia y un lugar español del municipio de Boborás, en la provincia de Orense, Galicia.

## Toponimia
La parroquia también es conocida por los nombres de San Antón de Feás y San Antonio de Feás.

## Historia
Feás es una parroquia con una larga historia que se remonta a la Edad Media. Se sabe que ya existía en el siglo XIII, como se puede ver en documentos antiguos que hacen referencia a ella. Durante siglos, la economía de la zona se basó en la agricultura y la ganadería, y gran parte de la población trabajaba en el campo.
En el siglo XIX, Feás sufrió un importante declive demográfico debido a la emigración a América Latina. Muchos habitantes emigraron a países como Argentina, México, Panamá y Venezuela en busca de mejores oportunidades económicas. Sin embargo, a mediados del siglo XX, la población comenzó a recuperarse gracias a la llegada de nuevas familias procedentes de otras zonas rurales cercanas.

## Organización territorial
La parroquia está formada por siete entidades de población, constando cuatro de ellas en el nomenclátor del Instituto Nacional de Estadística español:
- Besada (A Vesada)
- Borraxas
- Costiñas (As Costiñas)
- El Curro (O Curro)
- Feás
- Fenteira (A Fenteira)
- Vilachá

## Demografía

### Parroquia
| Gráfica de evolución demográfica de Feás (parroquia) entre 2000 y 2022 |
|                                                                        |
| Datos según el nomenclátor publicado por el INE.                       |

### Lugar
| Gráfica de evolución demográfica de Feás (lugar) entre 2000 y 2022 |
|                                                                    |
| Datos según el nomenclátor publicado por el INE.                   |

### Monumentos
En Feás se pueden encontrar varios monumentos y lugares de interés para visitar. La iglesia parroquial de San Antonio es uno de los edificios más destacados. Construida en  el siglo XVIII en estilo barroco, cuenta con una impresionante fachada y un campanario de tres cuerpos. En su interior se pueden admirar varios retablos y obras de arte sacro. 

### Festividades
Las fiestas más importantes en Feás son San Amaro el 15 de enero y San Antonio el 13 de junio. Durante estas festividades, se realizan diversas actividades como procesiones, misas, bailes y verbenas populares.